# 구닐라 뢰르
구닐라 뢰르(Gunilla Röör, 1959년 8월 16일 ~ )는 스웨덴의 배우이다. 제27회, 제31회 굴드바게상 여우주연상 수상자이다.

## 출연 작품
- 엔젤 (2009)
- 데드라인 (2001)
- 언더 더 선 (1998)
- 말괄량이 삐삐 (1997)
- 비트윈 써머스 (1995)
- 고모론 (1992)
- 프로이트의 리빙 홈 (1991)
- 수호천사 (1990)